# Mesorhaga dimi
Mesorhaga dimi är en tvåvingeart som beskrevs av Negrobov 1984. Mesorhaga dimi ingår i släktet Mesorhaga och familjen styltflugor. Inga underarter finns listade i Catalogue of Life.